# Pratapgarh
Pratapgarh (hindi : प्रतापगढ़, ourdou : پرتاپ گڑھ, appelée aussi Bela, Bela Pratapgarh, Partapgarh ou Partabgarh) est une ville de l'État de l'Uttar Pradesh en Inde.